# Richard Seymour
Pro Football Hall of Fame 2022
(en) Statistiques sur pro-football-reference
Richard Vershaun Seymour, né le 6 octobre 1979 à Gadsden (Caroline du Sud), est un ex-joueur américain de football américain qui évoluait au poste de defensive tackle.Il a terminé sa carrière chez les Raiders d'Oakland après avoir effectué toute sa carrière chez les Patriots de la Nouvelle-Angleterre.

## Carrière universitaire
Il a effectué sa carrière chez les Georgia Bulldogs à l'Université de Géorgie. Il est sélectionné deux fois dans la meilleure équipe de la Conférence Sud-Est (1999-2000) et a fait partie des tout meilleurs à son poste chez les universitaires.

## Carrière professionnelle
Richard Seymour a été drafté en 6e position (premier tour) lors de la Draft 2001 de la NFL par les Patriots avec lesquels il a signé un contrat de 6 ans. Il a été sélectionné à cinq Pro Bowl (2002, 2003, 2004, 2005 et 2006) et été élu trois fois dans la meilleure équipe de l'année All Pro en 2003, 2004, 2005. Il est notamment reconnu pour sa capacité à jouer à différents postes de la défense tels que defensive tackle ou defensive end dans un défense 4-3, et defensive end ou nose tackle dans une défense 3-4. Il a d'ailleurs occupé les postes de defensive tackle et defensive end lors du Pro Bowl.
Il a remporté les Super Bowl XXXVI (saison NFL 2001), Super Bowl XXXVIII (saison NFL 2003) et Super Bowl XXXIX (saison NFL 2004) et participé au Super Bowl XLII (saison NFL 2007) avec les Patriots.
Juste avant le début de la Saison NFL 2010, il est échangé aux Raiders d'Oakland contre un premier tour de la Draft 2011.

## Statistiques
| Année  | Équipe   | MJ     |       | Plaquages | Plaquages | Plaquages | Plaquages |       | Interceptions | Interceptions | Interceptions | Interceptions |  | Fumbles | Fumbles |
| Année  | Équipe   | MJ     | Total | Seul      | Ast.      | Sacks     | Nb.       | Yards | Déf.          | TD            | Nb.           | Rec.          |  |         |         |
| 2001   | Patriots | 13     | 44    | 25        | 19        | 3         | 0         | 0     | 1             | 0             | 0             | 1             |  |         |         |
| 2002   | Patriots | 16     | 56    | 33        | 23        | 5,5       | 1         | 6     | 3             | 0             | 0             | 1             |  |         |         |
| 2003   | Patriots | 15     | 57    | 34        | 23        | 8         | 0         | 0     | 10            | 0             | 1             | 0             |  |         |         |
| 2004   | Patriots | 15     | 39    | 24        | 15        | 5         | 0         | 0     | 1             | 0             | 1             | 1             |  |         |         |
| 2005   | Patriots | 12     | 46    | 35        | 11        | 4         | 0         | 0     | 4             | 0             | 1             | 1             |  |         |         |
| 2006   | Patriots | 16     | 40    | 22        | 18        | 4         | 1         | 0     | 8             | 0             | 0             | 1             |  |         |         |
| 2007   | Patriots | 9      | 23    | 15        | 8         | 1,5       | 0         | 0     | 1             | 0             | 0             | 0             |  |         |         |
| 2008   | Patriots | 15     | 52    | 35        | 17        | 8         | 0         | 0     | 1             | 0             | 0             | 1             |  |         |         |
| 2009   | Raiders  | 16     | 47    | 30        | 17        | 4         | 0         | 0     | 3             | 0             | 1             | 0             |  |         |         |
| 2010   | Raiders  | 13     | 48    | 36        | 12        | 5,5       | 0         | 0     | 2             | 0             | 0             | 1             |  |         |         |
| 2011   | Raiders  | 16     | 29    | 23        | 6         | 6         | 0         | 0     | 3             | 0             | 0             | 0             |  |         |         |
| 2012   | Raiders  | 8      | 15    | 12        | 3         | 3         | 0         | 0     | 2             | 0             | 0             | 1             |  |         |         |
| Totaux | Totaux   | Totaux | 496   | 324       | 172       | 57,5      | 2         | 6     | 39            | 0             | 4             | 8             |  |         |         |

| Année  | Équipe   | MJ     |       | Plaquages | Plaquages | Plaquages | Plaquages |       | Interceptions | Interceptions | Interceptions | Interceptions |  | Fumbles | Fumbles |
| Année  | Équipe   | MJ     | Total | Seul      | Ast.      | Sacks     | Nb.       | Yards | Déf.          | TD            | Nb.           | Rec.          |  |         |         |
| 2001   | Patriots | 3      | 11    | 8         | 3         | 1         | 0         | 0     | 1             | 0             | 0             | 0             |  |         |         |
| 2003   | Patriots | 3      | 10    | 7         | 3         | 0         | 0         | 0     | 2             | 0             | 0             | 1             |  |         |         |
| 2004   | Patriots | 1      | 0     | 0         | 0         | 1         | 0         | 0     | 0             | 0             | 0             | 0             |  |         |         |
| 2005   | Patriots | 2      | 8     | 4         | 4         | 1,5       | 0         | 0     | 0             | 0             | 0             | 1             |  |         |         |
| 2006   | Patriots | 3      | 8     | 6         | 2         | 1         | 0         | 0     | 0             | 0             | 0             | 0             |  |         |         |
| 2007   | Patriots | 3      | 14    | 7         | 7         | 0         | 0         | 0     | 0             | 0             | 0             | 0             |  |         |         |
| Totaux | Totaux   | Totaux | 51    | 32        | 19        | 4,5       | 0         | 0     | 3             | 0             | 0             | 2             |  |         |         |